# Raúl Martínez Sambulá
Raúl Martínez Sambulá o simplemente Sambulá (Tela, Atlántida, Honduras; 14 de marzo de 1963) es un exfutbolista hondureño. Jugaba en el puesto de defensa. Actualmente es director técnico y dirige al San Juan Huracán de la Liga de Ascenso de Honduras.
Sambulá estuvo activo en la época de los ochenta y noventa, y es considerado uno de los mejores jugadores de la historia de los Correcaminos de la UAT.

## Trayectoria

### Como futbolista
Nacido en Tela (Honduras) el 14 de marzo de 1963 se formó en las reservas del Club Deportivo y Social Vida de  La Ceiba y debutó en la temporada 84/85 en el Club Deportivo Olimpia de la ciudad capital Tegucigalpa, M.D.C.. Estuvo fichado tres años y seguidamente el técnico Carlos Miloc lo fichó para los Correcaminos de la UAT, que en ese entonces se renovaban para su segundo año en la Primera División de México. Ese verano el equipo mejoró bastante, pues formó un grupo sólido al que también se incorporaron los centroamericanos René Mendieta y Richardson Smith.
Al siguiente año su juego fue fundamental para conseguir la mejor temporada de la UAT en primera división, en la que acariciaron el pase a semifinales. Se mantuvo en Correcaminos con buen nivel hasta la 94/95, la cual no completó pues tuvo que ser dado de baja por lesión. En México jugó 192 partidos y 190 de ellos los completó. Marcó 7 goles y salió expulsado 4 veces en 6 temporadas. Ya recuperado regresó a Honduras y jugó tres temporadas más en otro referente del fútbol local, el Club Deportivo Victoria. Se retiró con aquella casaca en la 96/97.

### Como entrenador
Desde su retiro se ha mantenido en su país como un líder de opinión en cuestiones del balón. Como técnico dirigió al Vida, al Olimpia, al Victoria, fue asistente de Bora Milutinovic en la selección hondureña y a su salida se quedó como D.T. interino. En México ha trabajado como visor para San Luis y Club Necaxa y en 2009 tuvo una temporada al mando de Correcaminos de la que fue cesado después de diez jornadas y cuatro derrotas al hilo. En 2013 asumió como Director Técnico de Club Deportivo Águila, en San Miguel, El Salvador.

## Clubes

### Como futbolista
| Club         | País     | Año         |
| ------------ | -------- | ----------- |
| Olimpia      | Honduras | 1984 - 1988 |
| Correcaminos | México   | 1988 - 1994 |
| Victoria     | Honduras | 1994 - 1997 |

### Como entrenador
| Club                   | País        | Año         |
| ---------------------- | ----------- | ----------- |
| Victoria               | Honduras    | 2000        |
| Vida                   | Honduras    | 2002        |
| Selección de Honduras  | Honduras    | 2004        |
| Olimpia                | Honduras    | 2006        |
| Vida                   | Honduras    | 2007 - 2008 |
| Correcaminos           | México      | 2009        |
| Hispano                | Honduras    | 2010 - 2011 |
| Real Sociedad          | Honduras    | 2012        |
| Águila                 | El Salvador | 2013 - 2014 |
| Deportes Savio         | Honduras    | 2014        |
| Universidad Pedagógica | Honduras    | 2015 - 2016 |
| Victoria               | Honduras    | 2017        |
| Vida                   | Honduras    | 2018        |
| Victoria               | Honduras    | 2023        |
| Vida                   | Honduras    | 2024        |
| San Juan Huracán       | Honduras    | 2024 - Act. |

## Palmarés

### Como futbolista
| Título        | Club     | País     | Año  |
| ------------- | -------- | -------- | ---- |
| Liga Nacional | Olimpia  | Honduras | 1984 |
| Liga Nacional | Olimpia  | Honduras | 1986 |
| Liga Nacional | Olimpia  | Honduras | 1987 |
| Liga Nacional | Victoria | Honduras | 1995 |

### Como entrenador
| Título                 | Club          | País     | Año  |
| ---------------------- | ------------- | -------- | ---- |
| Apertura del Ascenso   | Real Sociedad | Honduras | 2011 |
| Finalísima del Ascenso | Real Sociedad | Honduras | 2012 |